# كويزي مأكول
كويزي مأكول (الاسم العلمي: Cantharellus edulis) هو نوع من الفطريات يتبع جنس الكويزي من فصيلة الكويزية.